# 渔阳郡
渔阳郡，是中国古代郡级行政区划，范围历代有变化，曾包括今天北京市、河北省、天津市三省市的部分地区。

## 沿革

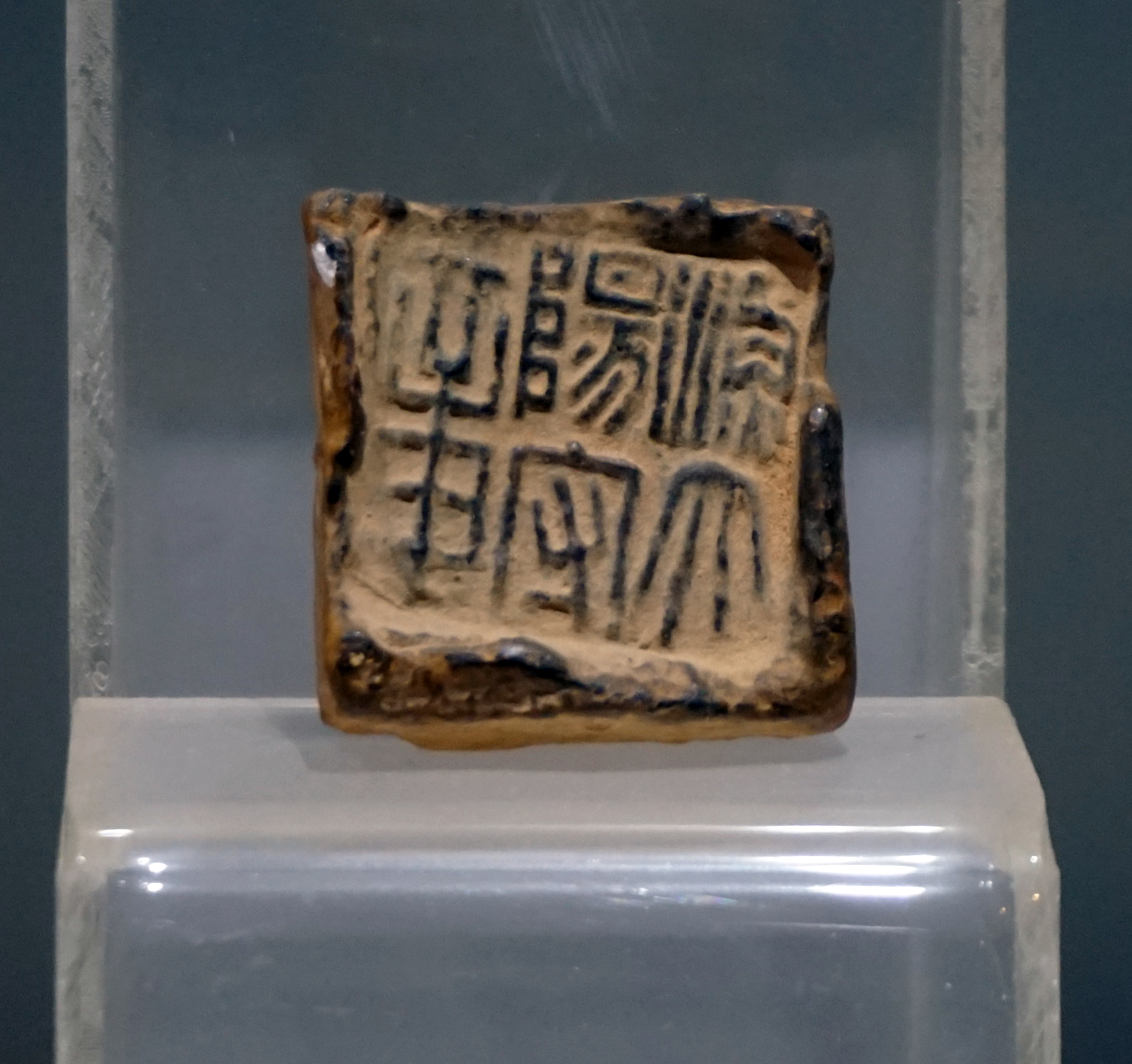
「渔阳太守章」封泥

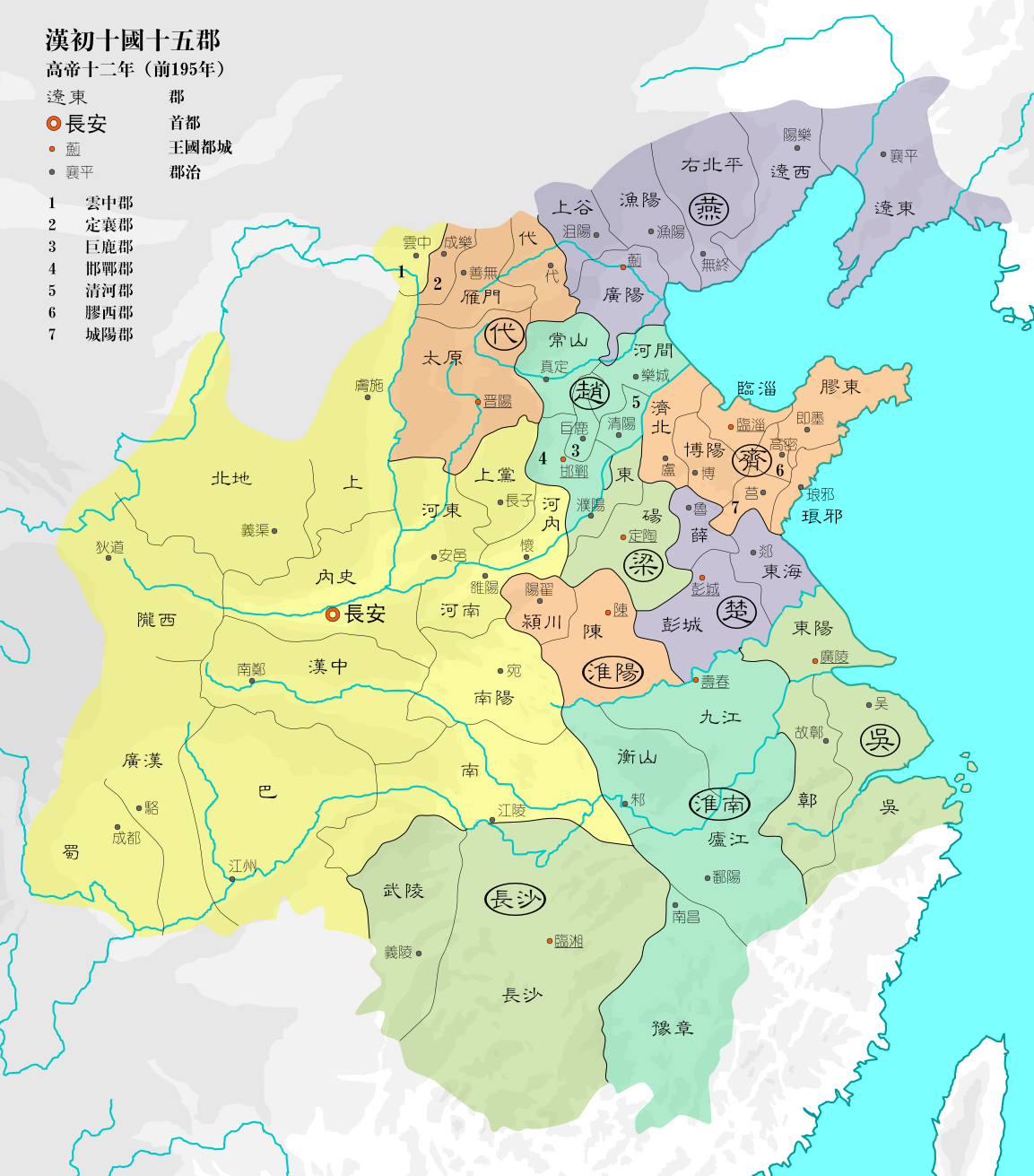
漁陽郡位於西汉帝國内的位置（前195年）

渔阳郡最早的文字记载是在战国时的燕国，因其位于渔水（现白河）之北，故称之为“渔阳”。秦朝初期设三十六郡，渔阳郡是其中之一，郡治在渔阳县。秦朝时期的渔阳县基本就是现在的北京市怀柔、密云區一带的区域。
西汉沿置渔阳郡，统县12，仍治渔阳县，其辖区北至秦长城，南至海边（今渤海湾）。东汉、三国时，辖县减少，且随着北方长城的荒废，郡辖区大大南退，大致只到今北京市密云区北部范围。
西晋统一后，将渔阳郡与原东汉广阳郡合为燕国。但十六国时，渔阳郡置又被恢复。北朝期间，渔阳郡治先向南移到了雍奴县，之后北齐又迁治潞县并将原郡治渔阳县撤并。

## 隋朝重置
隋文帝开皇三年（583年），废渔阳、燕郡，属幽州。《隋书·卷三十（地理中）》载“潞旧置渔阳郡，开皇初废。”
大业年间，隋炀帝在北魏时并入幽州渔阳郡的平州北平郡故地、时玄州地重置渔阳郡（此后的北平郡或平州则相当于秦汉魏晋的辽西郡）。新的“渔阳郡”治无终县且只辖这一个县，与秦汉魏晋的渔阳郡旧土几无交集。
唐朝时，改渔阳郡为蓟州，无终县改名为渔阳县，仍为州治。天宝元年（742年），改蓟州为渔阳郡。下辖三县：渔阳县（今天津市蓟州区）、三河县（今河北省廊坊市三河市，于开元十八年（730年）改隶于蓟州）、玉田县（今河北省唐山市玉田县）。乾元元年（758年），再改为蓟州。渔阳郡从此不再存在。

## 历代太守

### 汉代
- □鲜（~前199年~），武帝元狩四年见在，见《汉书·卫霍传》[2]。
- 彭宏（~3年），南阳宛人，哀帝时在任，在边境上有名，元始三年为王莽所杀，见《汉书·何武传》及《后汉书·彭宠传》[2]。
- 彭宠（23年~26年），彭宏子
- 田邑（26年~29年）
- 郭伋（29年~32年）
- 陈诉（33年~34年），建武十年时在任，见《后汉书·王霸传》[2]。
- 田飒（34年~）
- 張堪（49年~56年）
- 范迁（光武帝末~明帝初）
- 廉范（~73年~）
- 张显（~106年），殇帝延平元年时在与鲜卑作战时战殁，见《后汉书》的《殇帝纪》、《鲜卑传》、《刘茂传》等[2]。
- 王畅（桓帝时）
- 李膺（桓帝时）
- 李咸（桓帝时），字元卓，汝南西平人，见《蔡中郎集·李咸碑》[2]。
- 饶斌（献帝前），见《广韵·四宵韵》所引《风俗通义》[2]。
- 邹丹（献帝时）

### 唐代
- 李永定（748年—749年）
- 高秀岩（天宝年间）[3]